# Solar de Nossa Senhora dos Remédios

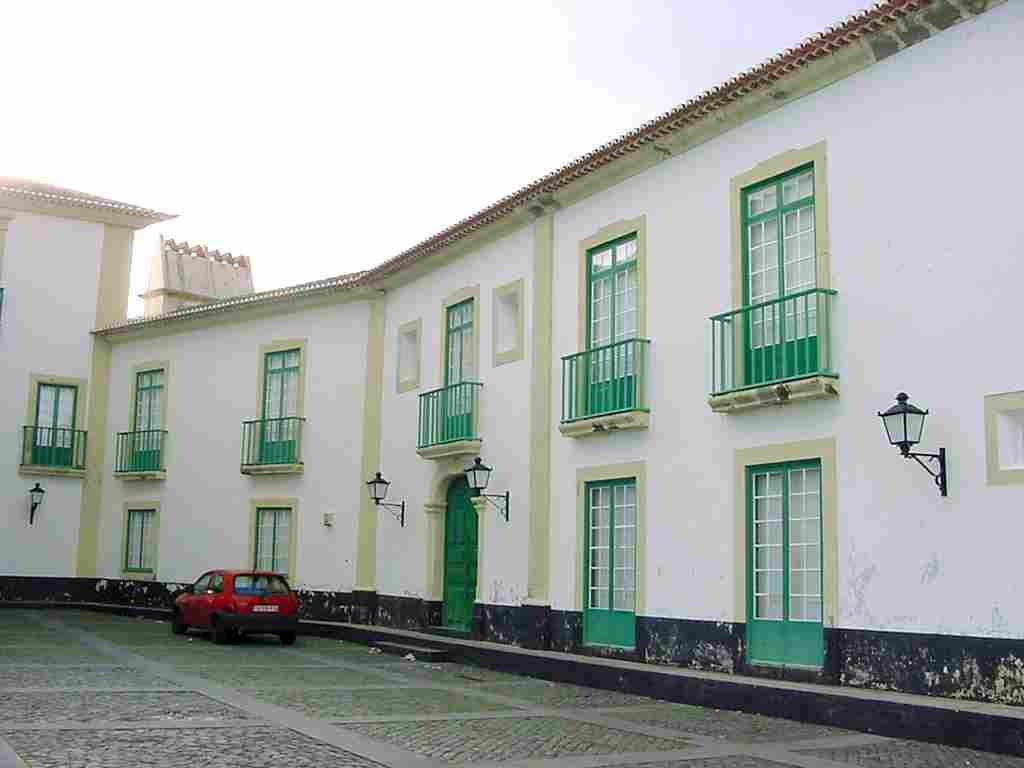
Solar dos Remédios, Angra do Heroísmo: fachada Sueste.

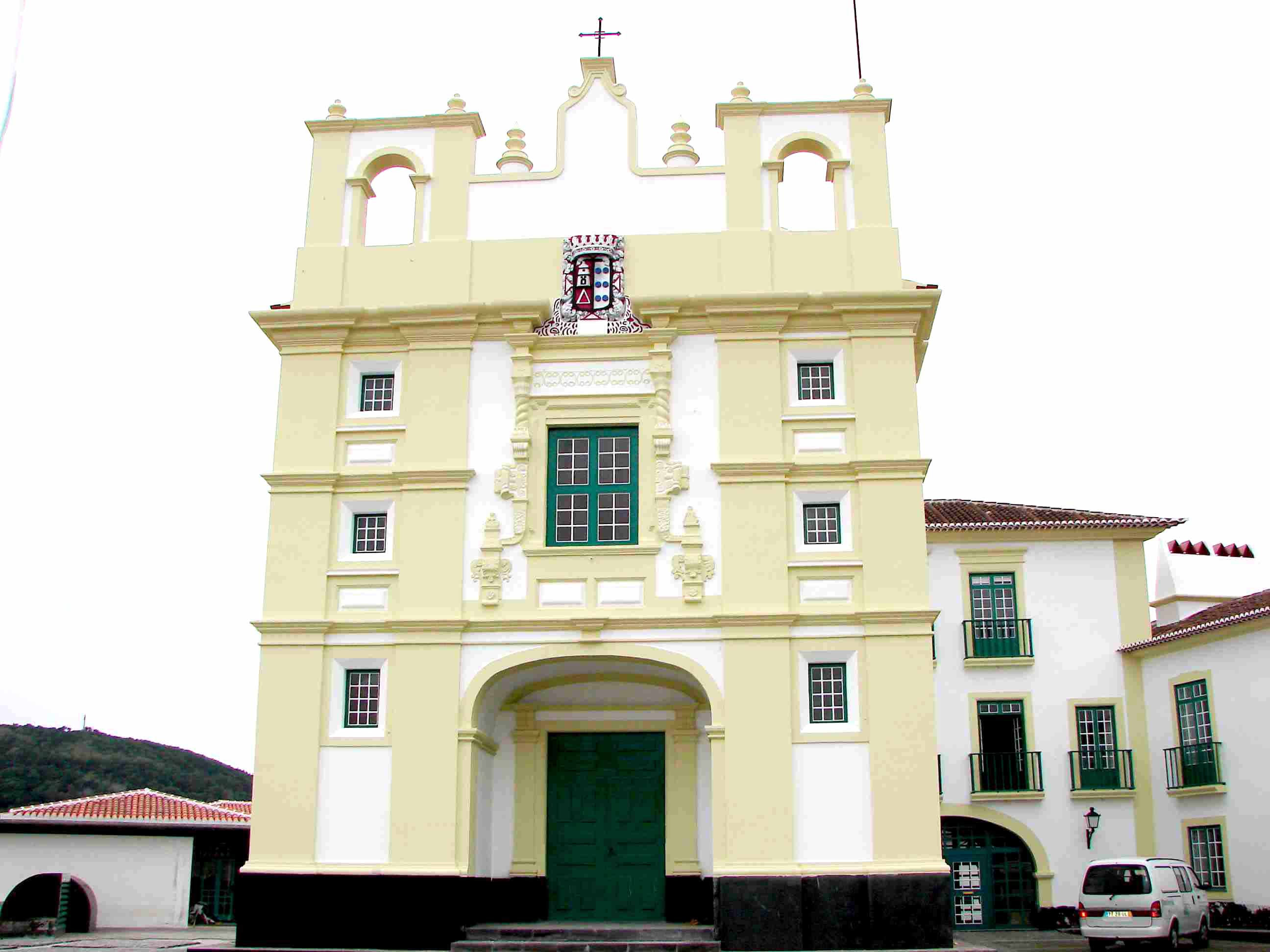
Solar dos Remédios, Angra do Heroísmo: Capela de Nossa Senhora dos Remédios.

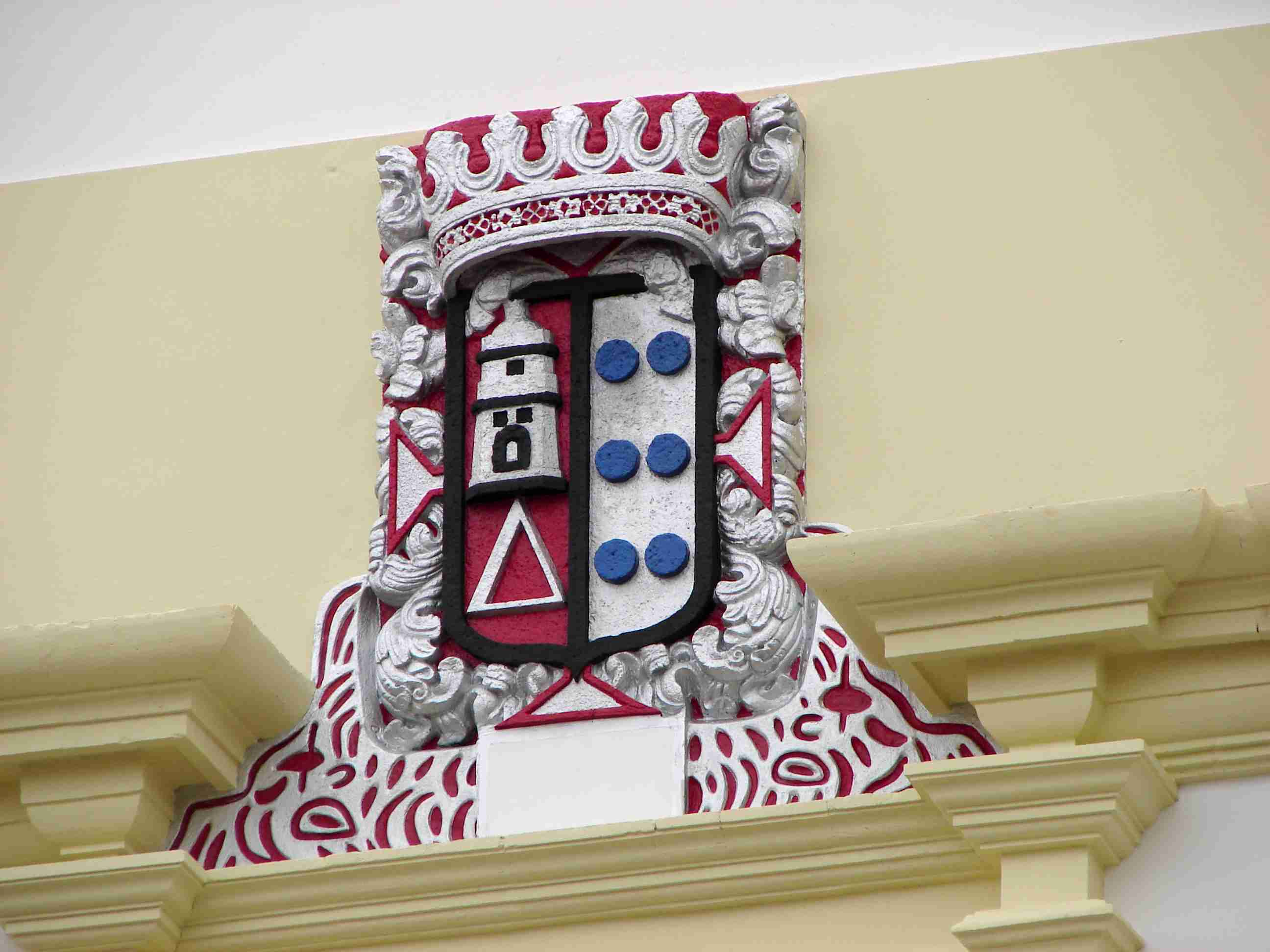
Solar dos Remédios, Angra do Heroísmo: armas dos Canto e Castro.

O Solar de Nossa Senhora dos Remédios, popularmente conhecido como Solar dos Remédios ou Solar do Provedor das Armadas, localiza-se no bairro do Corpo Santo, freguesia da Conceição, no centro histórico da cidade e no Município de Angra do Heroísmo, na Ilha Terceira, nos Açores.
Juntamente com a Capela de Nossa Senhora dos Remédios que lhe está junta está classificado como Imóvel de Interesse Público desde 1980. Constitui um dos mais nótáveis conjuntos histórico-arquitectónicos da cidade e faz parte da zona classificada pela UNESCO como Património Mundial.

## História
O conjunto foi iniciado no século XVI, por Pero Anes do Canto, nomeado como 1º Provedor das Armadas em 1527, mantendo-se na posse da sua descendência até à sua extinção, no século XIX. Além da sua função residencial, sediava a Provedoria das Armadas, órgão que tinha como missão dar suporte às naus em trânsito da Carreira da Índia, e às da Armada das ilhas. A sua localização, no alto do Corpo Santo (bairro de gente do mar) permitia-lhe o acesso rápido ao Porto de Pipas e ao Cais da Alfândega (Angra do Heroísmo), desfrutando-se do seu torreão uma vista sem obstruções sobre a baía de Angra.
O seu filho, António Pires do Canto, que o sucedeu no cargo, mandou erguer a capela, por volta de 1540. Tendo desposado Dna. Catarina de Castro, o primogénito do casal, Pedro de Castro do Canto, foi o primeiro a usar o conjunto dos dois apelidos, pelo qual passará a ser conhecida a família.
O filho de Pedro, Manuel do Canto e Castro, que o sucedeu, promoveu a primeira grande alteração no primitivo conjunto da casa e capela, determinando a edificação, na primeira década do século XVII, da grande casa que hoje conhecemos como o Solar dos Remédios.
Ao final do século, o seu neto, Manuel do Canto de Castro Pacheco, determinou a reedificação da primitiva capela, conferindo-lhe as atuais feições, conservando a imagem de Nossa Senhora dos Remédios.
No século XVIII, o neto de Manuel, Francisco Vicente do Canto e Castro Pacheco (1725-1809), empreendeu extensas obras de conservação e restauro no conjunto. É a ele que se deve a colocação da pedra de armas sobre o portão do solar. O inventário apurado quando de sua morte, apurou um valiosíssimo conjunto de mobiliário, prata, porcelanas e tecidos.
Ao final do século XIX, por morte de D. Maria Luísa do Canto, sem herdeiros, em 1890, o conjunto foi legado a Francisco do Canto e Castro, que o vendeu, no início do século XX, à Irmandade de Nossa Senhora do Livramento para instalação do orfanato "Beato João Baptista Machado", instituição que aqui funcionou até ao terramoto de 1980, que lhe causou extensos danos, nomeadamente na Capela dos Remédios, quase que inteiramente derruída.
Por acordo com a Irmandade, o Governo Regional dos Açores obteve então a posse do imóvel, iniciando um vasto programa de restauro e requalificação que incluiu a construção de uma nova ala no seu tardoz, os serviços centrais do departamento da administração regional competente em matéria de saúde e segurança e solidariedade social, actualmente denominado Secretaria Regional dos Assuntos Sociais, inaugurados em 1996. Os trabalhos na capela foram concluídos em 1999.
O Solar dos Remédios e capela anexa encontram-se classificados como Imóvel de Interesse Público pela Portaria n.º 14/78, de 14 de Março, publicado no Jornal Oficial da região Autónoma dos Açores, I Série, n.º 6, alterada pela Resolução n.º 28/80, de 29 de Abril, classificação consumida por inclusão no conjunto classificado da Zona Central da Cidade de Angra do Heroísmo, conforme a Resolução n.º 41/80, de 11 de Junho, e artigo 10.º e alínea a) do artigo 57.º do Decreto Legislativo Regional n.º 29/2004/A, de 24 de Agosto.

## Características
A construção foi muito modificada por alterações posteriores, a última das quais na sequência do terramoto de 1 de Janeiro de 1980 que lhe causou extensos danos.
Por sobre o portão principal, ostenta o brasão de armas dos Canto e Castro, os seus anteriores proprietários.